# TBS赤坂ACTシアター
TBS赤坂ACTシアター（ティービーエスあかさかあくとシアター、TBS Akasaka ACT Theater）は、東京都港区赤坂・赤坂サカス内にある劇場である。座席数1,324席。赤坂ミュージカル劇場、赤坂ACTシアターを経て、現在の劇場名となった。2022年6月以降は舞台『ハリー・ポッターと呪いの子』の専用劇場となっている。

## 概要

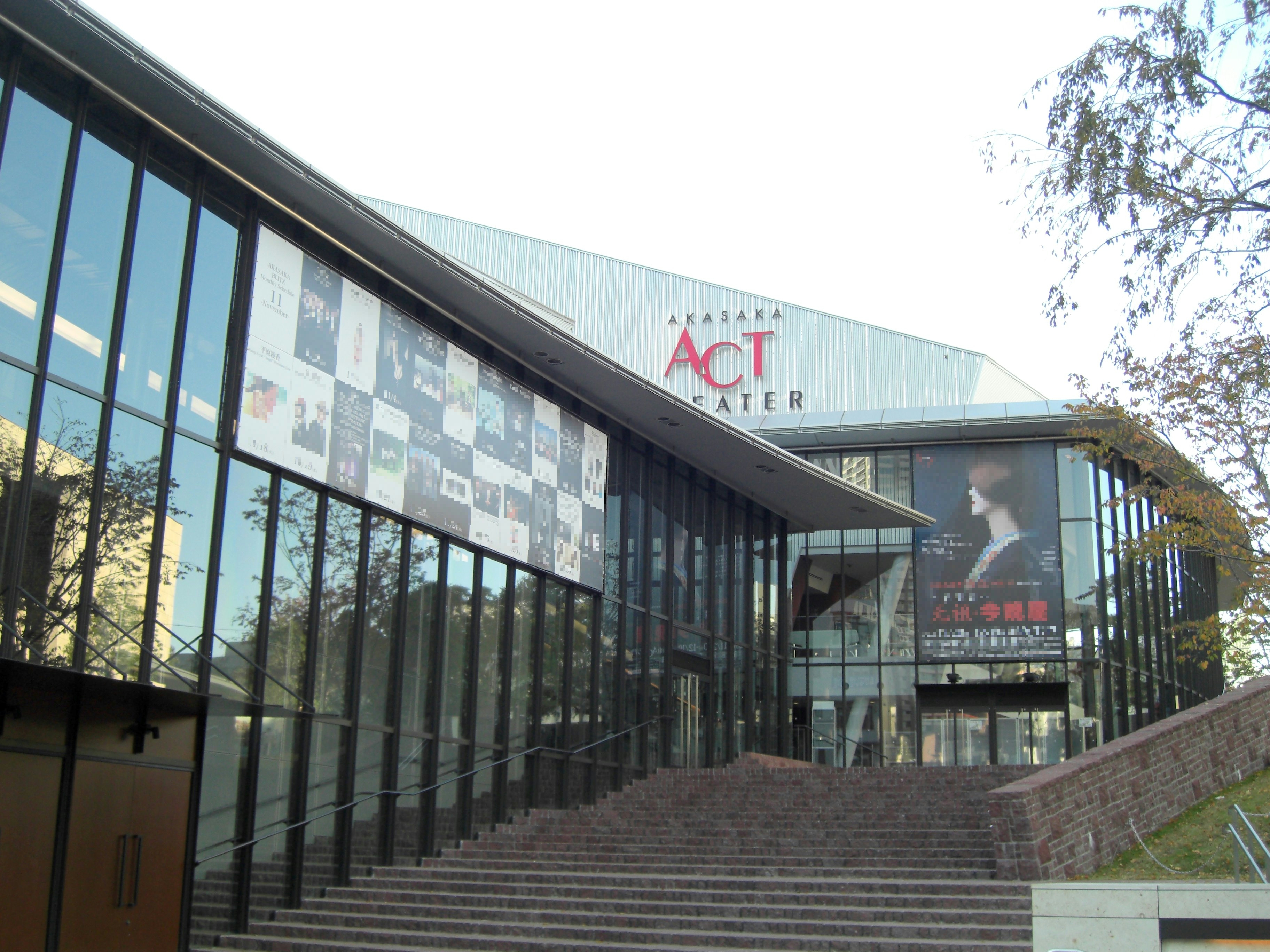
専用劇場化前の外観（2008年）

2008年（平成20年）3月14日に、東京放送（現・TBSホールディングス）旧社屋跡地で行われていた再開発計画、赤坂サカスの中核となる文化施設の一つとして、同じく一時閉鎖されていたライブハウス赤坂BLITZに隣接して（新）赤坂ACTシアターが開業した。
初公演は、熊川哲也率いるKバレエカンパニーによる新作バレエ 『ベートーヴェン第九』である（2008年（平成20年）3月14日 - 20日）。
公式の杮落し公演は、宮本亜門演出・LION presents 祝祭音楽劇『トゥーランドット』（同年3月27日 - 4月27日）である。
2008年（平成20年）11月20日 - 12月20日には、中島みゆきの夜会が行われた。
2009年（平成21年）4月に、東京放送の持株会社化（東京放送ホールディングス(TBSHD)）に伴って、劇場の運営権がグループ会社のTBSテレビへ移行した。
2020年（令和2年）2月、（ラジオ東京時代からの通算による）TBS開局70周年記念企画の一環として、舞台『ハリー・ポッターと呪いの子』東京公演を無期限ロングランで上演するための専用劇場とする方針が発表された。2021年（令和3年）12月11日より専用劇場化の改修工事のため長期の休館期間に入り、2022年（令和4年）5月17日に舞台制作発表を開催し、改装後初となるお披露目。6月16日よりプレビュー公演が開始され、7月8日より本公演を開始した。
JNNに加盟するTBS系列局が所有する舞台公演対応型の劇場は、TBSテレビの所有による当劇場と赤坂BLITZのみである。1975年（昭和50年）3月30日以降の準基幹局である毎日放送（MBS）も、1999年（平成11年）4月18日から大阪市中央区の大阪ビジネスパーク内にシアターBRAVA!を所有していたが、2016年（平成28年）5月31日で閉館。跡地には、讀賣テレビ放送の第3代本社屋が建設されている。

## 略歴
- 1995年11月24日：赤坂ミュージカル劇場として解体された旧テレビ局舎・鉄塔跡地に開場。劇団四季と東京放送が共同運営。杮落しは『美女と野獣』であった。
- 1999年：JR東日本アートセンター四季劇場［春］・［秋］の完成により、劇団四季は劇場の権利をTBSに譲渡し移転。赤坂ACTシアターの名称になった。
- 2003年9月28日：「赤坂サカス計画」のため、ビーシャ・ビーシャ公演を最後に閉場。旧社屋と共に解体された。その後開業した横浜BLITZはその間の代替施設の一面も持っている。
- 2008年3月14日：プレミアムオープニング、Kバレエカンパニーによる新作バレエ『ベートーヴェン第九』公演で（新）赤坂ACTシアターオープンした。
- 2009年4月1日：運営が、東京放送からTBSテレビに移行する。
- 2011年12月31日：年末ジャンボ宝くじの公開抽せん会が開催された。
- 2012年5月16日：2008年のオープニングから150万人の来場を達成した。
- 2016年10月1日：現劇場名に変更。
- 2020年2月13日：TBSとホリプロが舞台『ハリー・ポッターと呪いの子』を無期限ロングランで上演することを発表[9]。
- 2022年6月16日：舞台『ハリー・ポッターと呪いの子』のプレビュー公演開始。7月8日、本公演開始[10]。

## 公演
2022年の専用劇場化前に行われたものを記述する。
- オペラ座の怪人
- マッスルミュージカル
- 中島みゆき夜会
- ジャンヌ・ダルク
- スパマロット
- 宝塚歌劇団
- 地球ゴージャス
- 夢幻恋双紙
- 俺節
- TEAM NACS[11]